# 真木保臣
真木 保臣（まき やすおみ、文化10年3月7日（1813年4月7日） - 元治元年7月21日（1864年8月22日））は、江戸時代後期の久留米水天宮祠官、久留米藩士、尊皇攘夷派の活動家。父は真木旋臣、母は中村柳子。神官として従五位下・和泉守の官位を持ち、真木和泉守もしくは真木和泉、真木和泉守保臣として知られる。雅号は紫灘（したん）。贈正四位。

## 生涯
筑後国久留米（現在の福岡県久留米市）の、水天宮の神職の家に生まれる。
文政6年（1823年）に神職を継ぎ天保3年（1832年）に和泉守に任じられる。国学や和歌などを学ぶが水戸学に傾倒し、弘化元年（1844年）、水戸藩へ赴き会沢正志斎の門下となり、その影響を強く受け水戸学の継承者として位置づけられる。。この関東遊歴により水戸では鹿島神社の小川修理、日下部伊三治と国事を論じ、江戸では安井息軒、塩谷宕陰、橘守部といった名士と交わった。弘化4年（1847年）9月23日、野宮定祥・定功父子により孝明天皇の即位の大礼を拝観したことで尊王の志を更に強くするに至った。
天保学と呼ばれる学派を立てるだけでなく、嘉永5年（1852年）2月、同志と計らい藩政改革の建白を久留米藩主であった有馬慶頼（後の頼咸）に上らせたが、却って罪を得て久留米より離れた下妻郡水田村の大鳥居理兵衛のもとに蟄居を命じられた。理兵衛は真木の弟で水田天満宮へ養子に出ていた。
幽囚生活は、文久2年（1862年）2月までおよそ10年に渡ったが尊王の志はより強くなった。その著作『何傷録』には以下の言葉があり、新渡戸稲造は『武士道』の中で引用した。
その寓居・山梔窩（さんしか）には筑前福岡藩士平野国臣、清河八郎などが訪ねてきている。
大久保利通（一蔵）らと、薩摩藩の最高権力者である国父・島津久光を擁立しての上洛を計画し、文久2年に久光が上京すると京で活動する。寺田屋騒動で幽閉され、その後は長州藩に接近する。
長州藩主に「長州一藩のみが列強を相手に攘夷をしても勝ち目はない。全国一丸となって事に当たる必要がある。そのためには天皇が攘夷親政を進められること以外には道はない。」という意見具申をし採用された。しかし、この奥には「夷狄御親征名目で進発あそばし、直ちに都を大阪に移し、皇政復古の大号令を天下に布告し、大艦を造り、武備を整え、対外的武力の充実を図る」という考えがあった。そしてこの考えのもとに御親征促進運動を推し進めた偽勅の乱発に対し、孝明天皇の怒りを買い、八月十八日の政変が起きた。
文久3年（1863年）8月18日、会津藩と薩摩が結託して長州藩を追放した八月十八日の政変が起こると、七卿と共に長州へ逃れる。翌元治元年（1864年）7月19日に長州藩の福原元僴・益田親施・国司親相・来島又兵衛・久坂玄瑞ら同志と共に禁門の変（蛤御門の変）に主戦派として参加し、破れた後敗走するも天王山に17名で立て籠もり、会津藩と新選組の追撃を受け爆死自害した（天王山籠城戦）。享年52。
墓所は京都府乙訓郡大山崎町。十七烈士の墓が建立されている。また、久留米の水天宮内に真木神社が建立されて祀られている。
作家・脚本家の光益公映はその子孫の血統にあたる。

## 辞世の歌
- 大山の 峯の岩根に 埋にけり わが年月の 大和魂

## 人物・評価
楠木正成の崇拝者として知られ、今楠公と呼ばれた。毎年、楠木正成の命日には楠公祭をおこない、その思想と実践は、後の湊川神社を始めとする人物顕彰神社の創建や、靖国神社を始めとする招魂社の成立に大きな影響を与えた。
真木は、開明派の橋本左内や横井小楠、近代国家への展望を持った倒幕派の大久保利通、坂本龍馬などと比べ、西洋事情に対する洞察も知見も乏しかった。その思想は観念的な攘夷論で「我が国は神州であり、たとえ国土・民族が滅亡することがあろうともあくまでも攘夷を断行すべきである」という偏狭な国粋主義に留まった。膨大な政治改革建策も名分を正すための施策が大多数を占め、具体的内容に至っていなかった。真木の掲げた「倒幕、そして王政復古」は封建国家から近代国民国家をめざしたものではなく、庶民から見れば支配者が将軍から天皇に入れ替わるだけの事であったが、明治維新の大義名分として大いに活用された。真木は死後、皇国史観によって改めて評価された。
久留米藩で真木の思想を引き継いだ攘夷派藩士は、明治維新後の久留米藩難事件で薩長による新政府への反乱に加担して処刑・投獄されている。

## 墓所写真

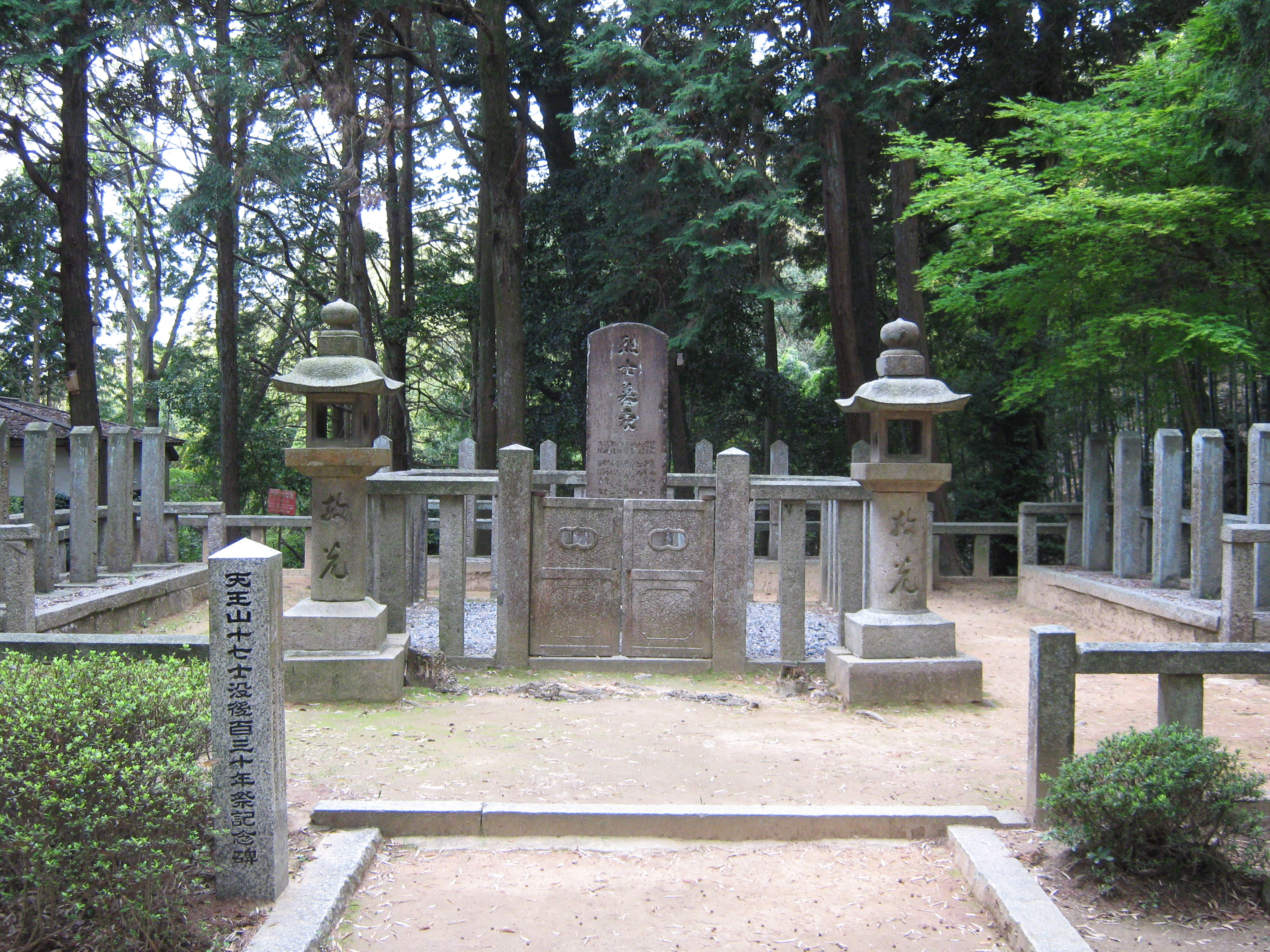
十七烈士の墓（大山崎町天王山）
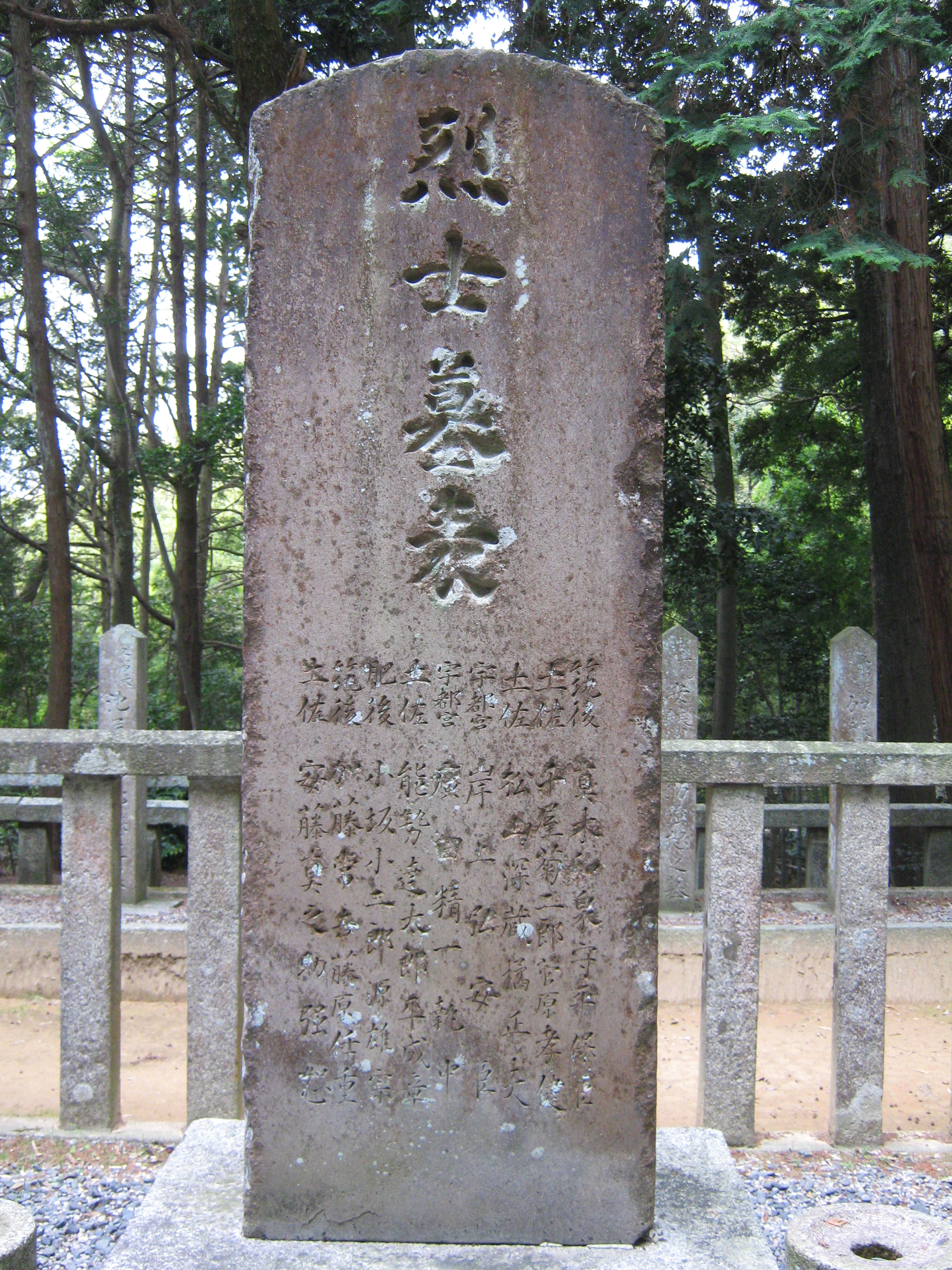
十七烈士の碑・近影
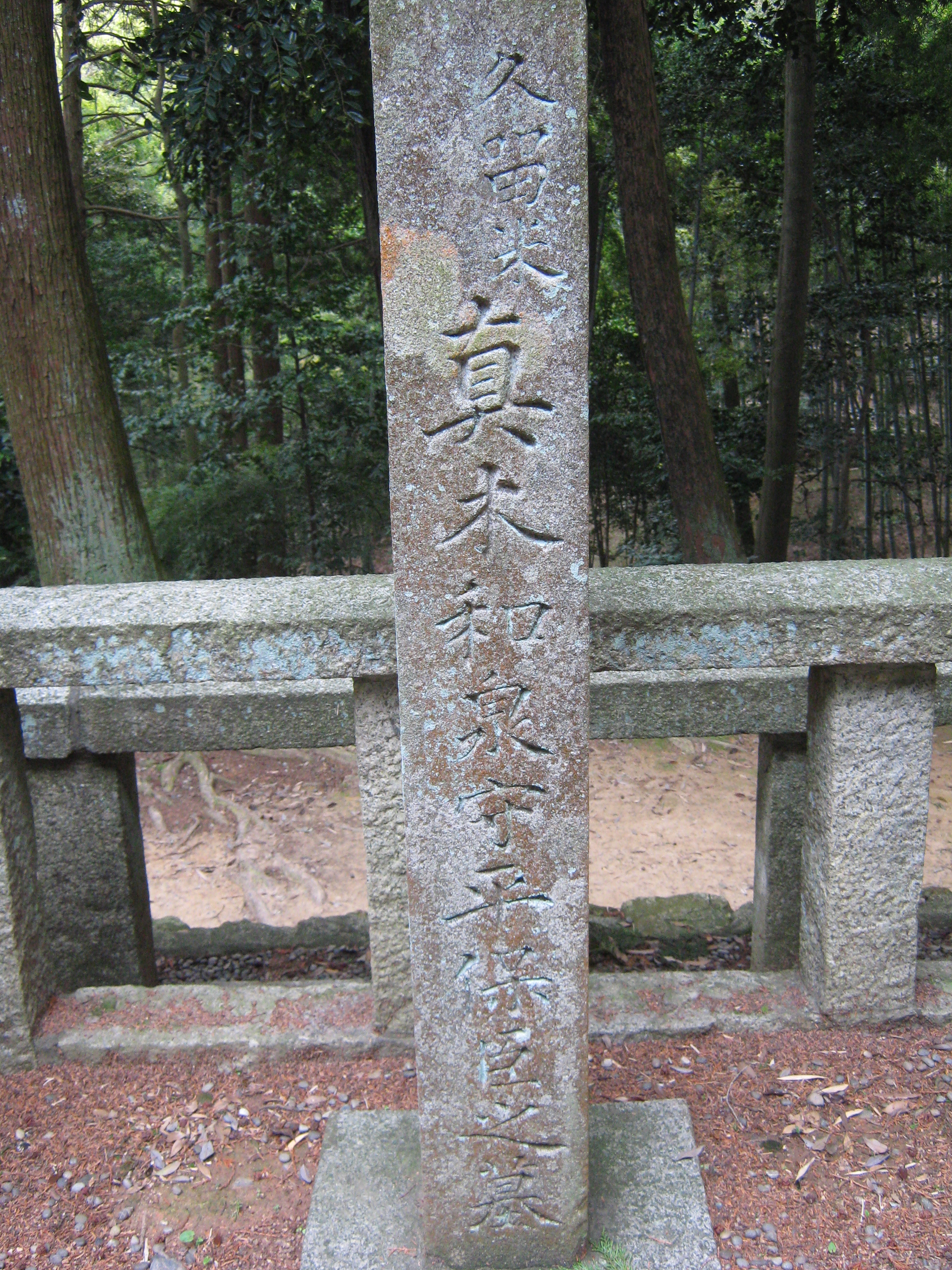
十七烈士の墓・真木和泉の墓碑